# 帕岸島
帕岸島（皇家轉寫：Ko Pha-ngan）是一個位於泰國東南方暹羅灣中的島嶼。在行政區劃上屬於素叻他尼府帕岸島縣。
它以滿月派對而聞名全球，也是許多自助旅行者的旅遊點。帕岸島有兩個姐妹島：南邊的蘇梅島及北邊的閣道島（龜島）。
帕岸島與印度果阿及西班牙伊維薩島合稱電子音樂三聖地。

## 行政區劃
帕岸島連同閣道島劃為帕岸島縣（Amphoe Ko Pha Ngan）。本縣再被劃為三個區（tambon）：
| 號 | 名字   | 泰文名   |  |
| -- | ------ | -------- |  |
| 1. | 帕岸島 | เกาะพะงัน |  |
| 2. | 班泰   | บ้านใต้    |  |
| 3. | 道島   | เกาะเต่า  |  |

## 外部連結
- 蘇梅島旅游資訊--帕岸島 （页面存档备份，存于）
- 帕岸島旅游資訊
- 帕岸島資訊網 （页面存档备份，存于）
- 滿月派對 （页面存档备份，存于）
- 帕岸島情況介紹 （页面存档备份，存于）
- 帕岸島住宿指南 （页面存档备份，存于）